# Deropeltis peringueyi
Deropeltis peringueyi är en kackerlacksart som beskrevs av Henri Saussure 1895. Deropeltis peringueyi ingår i släktet Deropeltis och familjen storkackerlackor. Inga underarter finns listade i Catalogue of Life.